# Telefonkort
Et telefonkort eller telekort er et lille kort med forudbetalt kredit til at føre telefonsamtaler. Kortet er som regel fremstillet i plast, og kan have enten en magnetstribe eller chip, der indeholder oplysninger om telefonkortets saldo.
Telefonkortet blev udviklet i løbet af 1970'erne som en elektronisk erstatning for brug af kontanter i mønttelefoner. Langt de fleste teleselskaber har fra 1980'erne og frem til i dag udgivet telefonkort.
Telekortet var på sin tid en gevinst både for selskaberne og kunderne, eftersom telefonboksene ikke længere skulle tømmes, eller var mål for indbrud. For kunderne var fordelen at automaterne kun havde adgang til ubrugte mønter fra kunden, hvilket vil sige at automaten "slugte" eksempelvis en 20-kronersmønt, skønt man kun havde talt for 9 kr. og 10 øre, men med telekortet var der kun trukket beløbet på de 9 kr. og 10 øre. Man havde også sikkerheden i at have afsat penge til at for, eller at sikre at eksempelvis et barn altid havde muligheden i form af kortet. Folk der brugte større beløb, eksempelvis på længere udenlandsopkald, slap også for at skulle veksle og bære på relativt mange mønter, da boksene ikke tog imod sedler. I Danmark kunne Danmønt-kortet også anvendes som telefonkort.
Efter mobiltelefonens udbredelse er udbredelsen af mønttelefoner blevet mindre, og dermed også antallet af telefonselskaber, der udgiver telefonkort. I moderne telefonbokse kan man anvende kredit- eller debitkort direkte, hvilket også har gjort telekortet overflødigt.
Telefonkort findes med mange forskellige motiver, og er udgivet i mange forskellige anledninger, ikke mindst reklameplads købt af firmaer. Der findes en samlerkultur omkring det at samle på telefonkort.